# 展延性

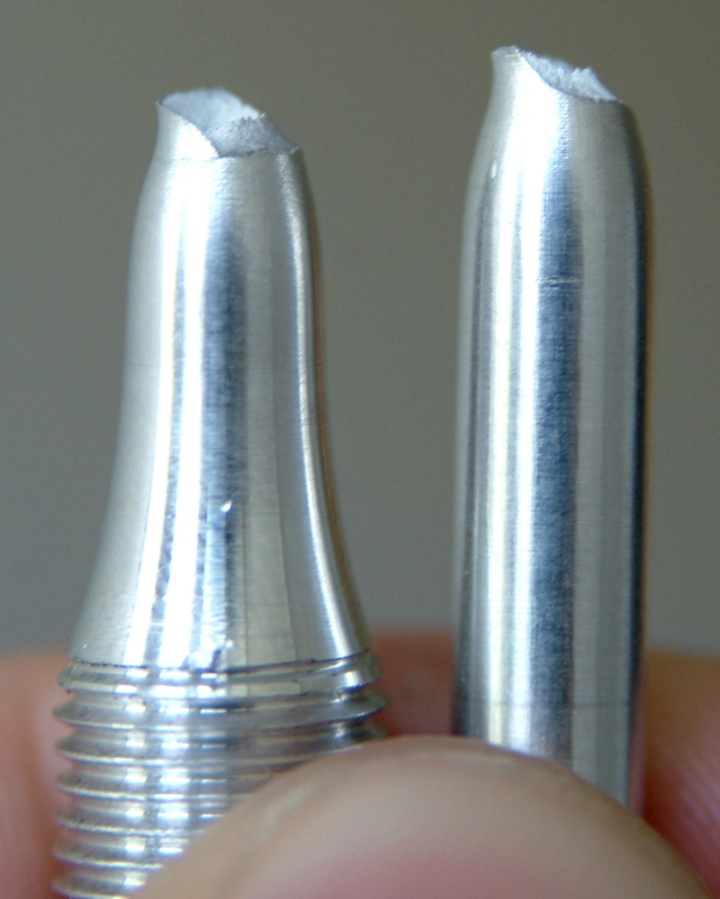
アルミニウム合金 (AlMgSi) の引張試験の結果。円錐状に細長く延びて破断しているのは、延性のある金属によく見られる結果である。

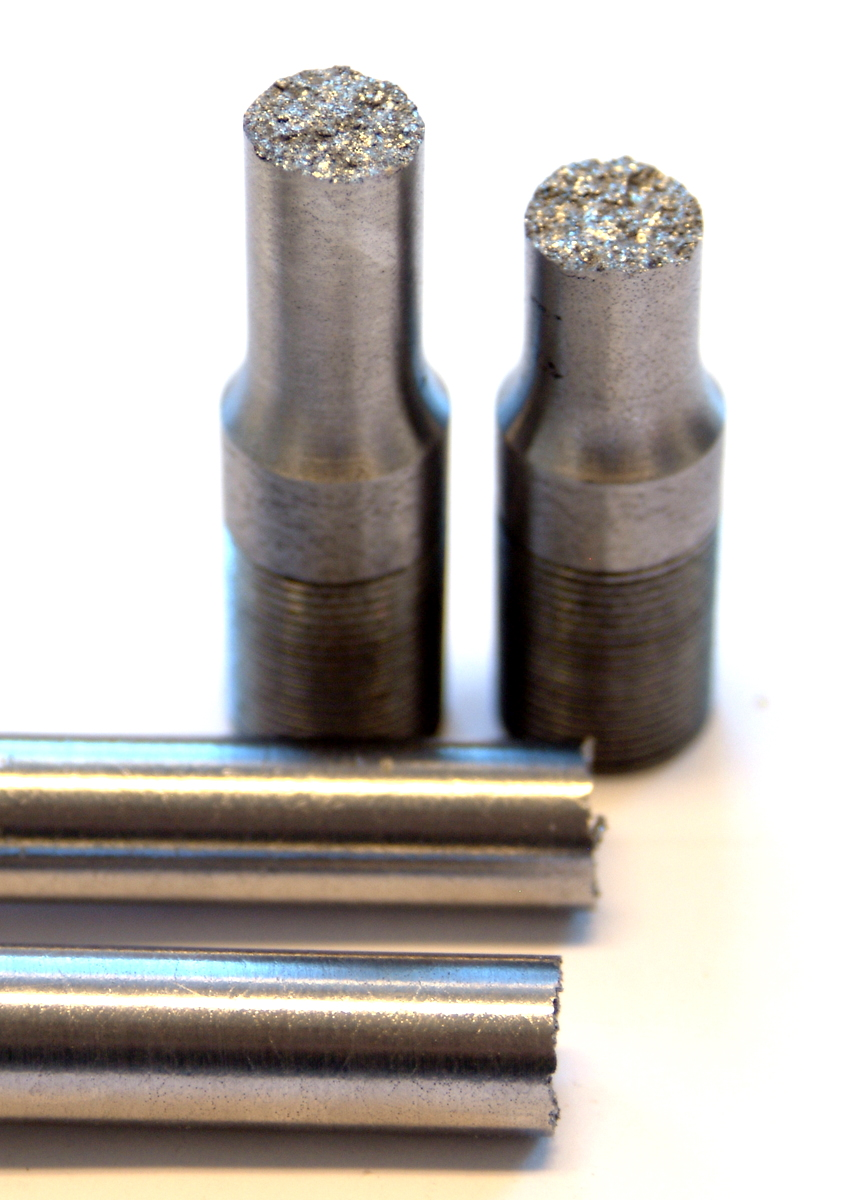
延性の低いダクタイル鋳鉄の引張試験の結果

展延性（てんえんせい、英: ductility）とは、固体の物質の力学的特性（塑性）の一種で、素材が破断せずに柔軟に変形する限界を示す。展延性は延性 (英: ductility) と展性 (英: malleability) に分けられる。英語の "ductility" は展延性と延性の両方の意味で使われる。
物質科学において、延性は特に物質に引っ張る力を加えた際の変形する能力を指し、針金状に延ばせる能力で表されることが多い。一方展性は圧縮する力を加えた際の変形する能力を指し、鍛造や圧延で薄いシート状に成形できる能力で表されることが多い。そのため展性を可鍛性（かたんせい）とも呼ぶ。
延性と展性は必ずしも正の相関があるとは言えない。例えば金は延性も展性も高いが、鉛は展性のみが高く引っ張る力には弱い。

## 科学的分野毎の意味

### 地質学
地球科学において、脆性-塑性転移帯 (英: brittle-ductile transition zone) とは大陸地殻では地下約15kmの深さにある部分を指し、それより深い部分では岩石が脆性（もろさ）よりも塑性（展延性）を示すようになる。氷河の氷では、この転移帯が約30mほどの深さにある。この転移帯より上の岩石や氷が延性を示すこともあるし、この転移帯より下の物質が脆性を示すこともあり、完全に特性が切り換わるというわけではない。この転移帯が存在するのは、深さと共に物質にかかる圧力が増していくため、圧縮されることで脆性破壊をもたらすのに要する力が増大していき、温度が高くなることで変形するのに要する力が小さくなっていくためである。この2つの力が逆転するのが「脆性-塑性転移帯（転移点とも）」である。

### 物質科学

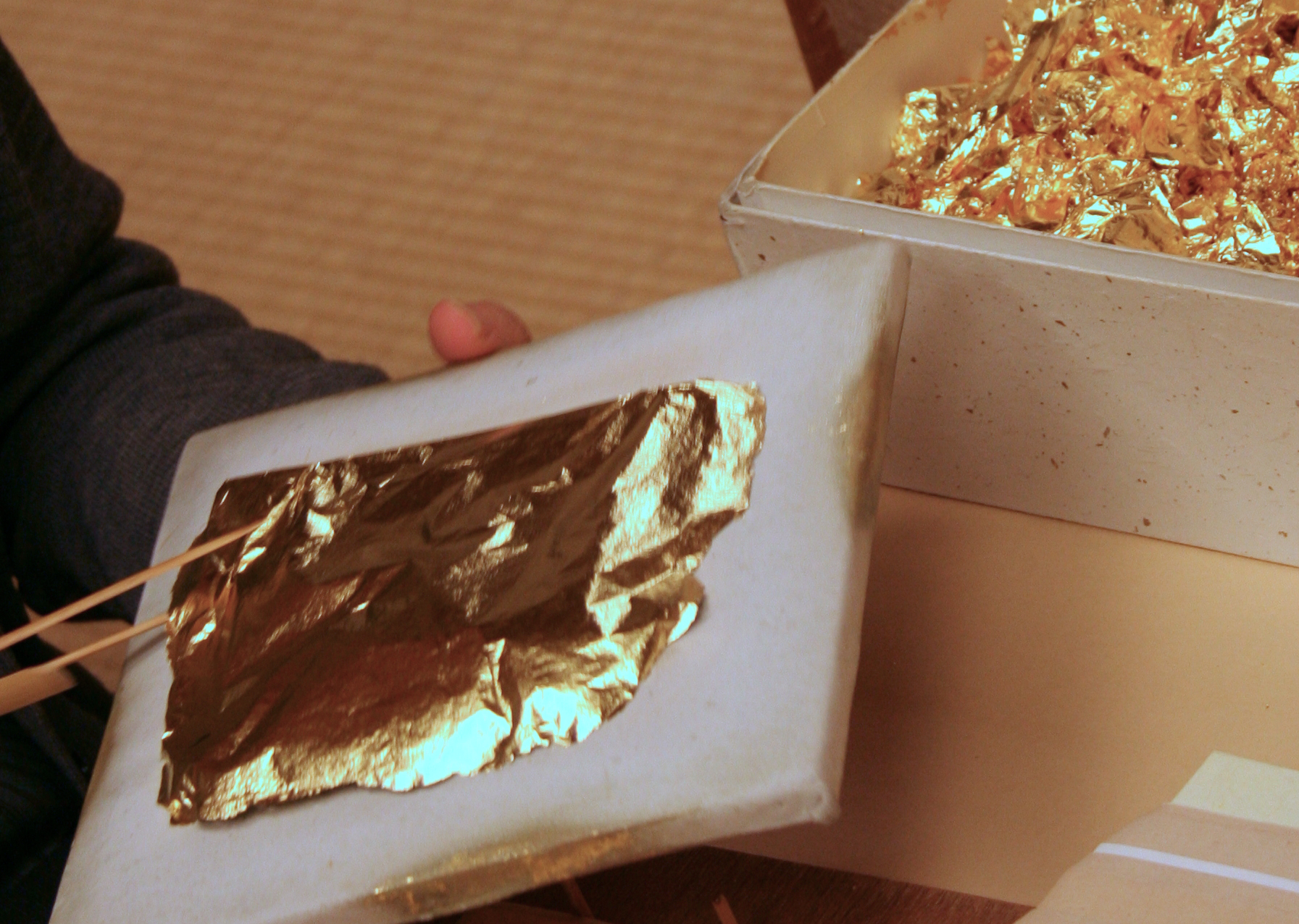
金箔が非常に薄くなるのは、金の展性が高いためである。

展延性は特に金属加工において重要であり、鍛造や圧延などの塑性加工による成形では、力を加えるとヒビが入ったり割れたりするようでは加工できない。展性のある素材の場合プレス加工で成形可能だが、もろい素材や合成樹脂では熱を加えて軟化させて金型に入れ固化させるという技法をとらなければならない。
金属の展延性の高さは金属結合に由来する。金属結合では個々の金属原子の電子殻に属する電子が自由電子となり、陽イオンとなった原子の間を自由に動く。非局在化した電子により、通常（金属結合以外の化学結合をしている物質）ならヒビや割れを生じるような強い力がかかっても金属原子の相互の位置がずれて変形しつつ一体性を保つことができる。
延性を表す数値として、単軸引張試験で試料が破断した時点の歪みの大きさ「破断歪み」({\displaystyle \varepsilon _{f}})がある。他にも引張試験での試料の断面積の最大変化量「絞り」({\displaystyle q}) もよく使われる（パーセントで表す）。
主な金属を延性の大きい方から順に挙げると、金、銀、白金、鉄、ニッケル、銅、アルミニウム、亜鉛、スズ、鉛となる。同様に展性の大きい方から順に挙げると、金、銀、鉛、銅、アルミニウム、スズ、白金、亜鉛、鉄、ニッケルとなる。鋼の延性は組成によって異なる。炭素の含有量が多いほど延性は小さくなる。合成樹脂やアモルファス、工作用粘土なども展性があるものが多い。

#### 延性-脆性遷移温度

丸い金属棒の引張試験結果の分類
(a) 脆性破壊
(b) 延性破壊
(c) 完全な延性破壊

体心立方格子金属やシリコンなどにおいては、室温で延性破壊していたものが温度の低下に伴って脆性破壊に遷移する、延性脆性遷移現象が起こる。この現象は降伏応力（YS）と劈開破壊の破壊応力の釣り合いにより説明される。
延性脆性遷移が起きる温度は延性脆性遷移温度（英: ductile-(to)-brittle transition temperature, DBTT）と呼ばれ、材料がDBTTより低い温度にまで冷やされると、力がかかった際に変形せずに破断する可能性が高くなる。例えば亜鉛合金のザマック3は常温ではよい展延性を示すが、零下になるとわずかな衝撃荷重で脆性破壊される可能性が高くなる。材料が応力にさらされる可能性がある場合、DBTTは材料選択時の重要な観点となる。同様にガラス転移点はガラスや重合体での同様の現象に対応しているが、脆性が生じる仕組みは金属とは異なる。
DBTTの定義は大きく、延性破面率50%になる温度である破面遷移温度（英: fracture appearance transition temperature, FATT）、吸収エネルギーが上部棚エネルギー（英: upper shelf energy, USE）と下部棚エネルギー（英: lower shelf energy, LSE）の中間値となる温度であるエネルギー遷移温度（英: energy transition temperature, ETT）に分かれる。USEが熱活性過程である塑性変形の仕事を反映したものであり、厳密には温度依存性をもつものの、遷移温度域においては近似的に延性破面率とUSEとLSEで混合則が成り立つため、FATTとETTはほぼ同じ温度となる。
一方、無延性遷移温度（英: nil-ductile transition temperature, NDTT）という判断基準もあり、これは延性破面率が≦5%となる温度である。これらの遷移温度は目的に応じて遣い分けられる。
DBTTは中性子線などの外部要因によっても影響を受ける。中性子線は格子欠陥を増大させるため、展延性が低下し、同時にDBTTが高くなる。
延性-脆性遷移現象およびその温度を正確に測定するには、破壊試験が必要である。典型的な破壊試験としては、シャルピーやアイゾットなどの衝撃試験が広く用いられる。

## 原子炉圧力容器の脆化
展延性に関して、原子力発電所の原子炉圧力容器の「脆化」は重要な問題の1つとなっている。中性子線が一部素材の脆化を引き起こし、同時にウィグナー効果によるエネルギー蓄積を引き起こす。このため圧力容器の金属の無延性遷移温度が変化する。このため原子炉圧力容器内に金属試料を置いて定期的に試験するなどして、厳しい監視が行われている。無延性遷移温度の悪化は、特に加圧水型原子炉の寿命を制限する大きな要因となっている。
原子力発電所を含めた熱を使った発電施設は、定期的な点検のための運転停止を必要とする。加圧水型原子炉では約18カ月おきに点検を行い、沸騰水型原子炉では24カ月おきに点検を行う。この際に原子炉圧力容器は300℃前後から常温まで冷やされる。火力発電所や太陽熱発電所では運用時の温度はさらに高いため、点検時の温度変化がさらに急激になる。この冷却と運転再開時の加熱による温度変化によって、炉の様々な部品の膨張や収縮で各所に一時的な応力がかかることになる。これに中性子線による脆化が加わることを考慮すると、応力がある一定の値以下になるよう設計することが望ましい。
圧力容器が中性子線による脆化によって仕様を下回る性能になっていないことを保証するため、圧力容器の材料と同じ素材の試料を圧力容器内に置き、点検の際にそれらの展延性を試験する。展延性が仕様で定めた範囲にない場合、機械工学や原子力工学の専門家が状況について助言する必要が生じる。そして必要に応じて、冷却・加熱にかける時間を延ばす、圧力容器そのものを交換するといった対策を施す。後者は時間とコストがかなりかかる。